# Atlantisch orkaanseizoen 1935
Het Atlantisch orkaanseizoen 1935 duurde van 1 juni 1935 tot 30 november 1935. Het seizoen 1935 was geen bijster actief seizoen, maar daarom niet minder catastrofaal. Het seizoen bracht een aantal venijnige orkanen voort, die meer dan 2000 mensen het leven kosten.
Het seizoen 1935 telde zes tropische stormen, waarvan er vijf promoveerden tot een orkaan en drie daarvan uitwasten tot majeure orkanen, dat wil zeggen derde categorie of meer. Eén orkaan bereikte de vijfde categorie en landde met die intensiteit op de Florida Keys. Deze orkaan, die de geschiedenis is ingegaan als de Labour Dayorkaan is met de laagste minimale druk (892 mbar) geland in de Verenigde Staten, geen andere orkaan had een lagere druk bij landing op de kust van de Verenigde Staten. De Labour Dayorkaan was echter niet de catastrofaalste orkaan; orkaan 5, die op zijn hoogtepunt een matige eerstecategorieorkaan was, eiste meer dan 2000 mensenlevens, voornamelijk in Haïti, waar ongeveer 200 mensen het leven lieten en in mindere mate in Honduras, waar meer dan 100 slachtoffers vielen.
Opgemerkt moet worden dat men destijds nog geen beschikking had over satellieten, die niet alleen continue observaties mogelijk maken, maar ook stormen in één oogopslag in hun gehele omvang tonen. Destijds was men afhankelijk van waarnemingen van weerstations en de scheepvaart. Sommige systemen zijn moeilijk te classificeren, omdat er te weinig waarnemingen zijn. Daarom kan het zijn dat er tropische cyclonen zijn 'gemist', omdat zij een te korte levensduur hadden, of hun koers ver van de kust en de gebruikelijke scheepvaartroutes lagen. Daarom is het mogelijk, dat andere, zwakke en kortlevende tropische stormen aan de waarneming zijn ontsnapt.

## Cyclonen
De genoemde data zijn over het algemeen genoteerd in UTC. Indien tijdsbepalingen zijn toegevoegd als  's avonds, 's morgens, bij dageraad e.d. duidt dit op het gebruik van aanduidingen in de plaatselijke tijdzone.

### Orkaan 1
Orkaan 1 werd voor het eerst waargenomen op 18 augustus ten noordoosten van de Bovenwindse Eilanden en was toen al op orkaankracht. Daarna is de tropische cycloon redelijk goed gedocumenteerd, omdat verschillende schepen ermee te maken kregen. Orkaan 1 nam in kracht toe, terwijl hij van een westnoordwestelijke koers steeds meer ruimde naar het noordwesten, noorden en noordnoordoosten. Op 22 en 23 augustus bereikte hij zijn hoogtepunt met windsnelheden tot 195 km/uur. De orkaan passeerde op 300 km ten westen van Bermuda op 23 augustus naar het noordoosten en draaide daarna naar het noorden, richting Newfoundland. Daar landde de orkaan op 25 augustus als orkaan van de eerste categorie, die daarna snel verzwakte en op 26 augustus verdween boven het oosten van Canada. Voor de kust van Newfoundland richtte de orkaan grote schade aan de vissersvloot aan, waarbij veel mensen verdronken. Schattingen van het aantal slachtoffers liepen in de pers op tot vijftig. Over de geraamde schade is ook weinig met zekerheid bekend.

### Labour Dayorkaan
| Top 10 krachtigste orkanen in het Atlantisch bassin gemeten naar luchtdruk. | Top 10 krachtigste orkanen in het Atlantisch bassin gemeten naar luchtdruk. | Top 10 krachtigste orkanen in het Atlantisch bassin gemeten naar luchtdruk. | Top 10 krachtigste orkanen in het Atlantisch bassin gemeten naar luchtdruk. |
| Rang                                                                        | Orkaan                                                                      | Seizoen                                                                     | Minimale druk in mbar (hPa)                                                 |
| --------------------------------------------------------------------------- | --------------------------------------------------------------------------- | --------------------------------------------------------------------------- | --------------------------------------------------------------------------- |
| 1                                                                           | Wilma                                                                       | 2005                                                                        | 882                                                                         |
| 2                                                                           | Gilbert                                                                     | 1988                                                                        | 888                                                                         |
| 3                                                                           | "Labour Day"                                                                | 1935                                                                        | 892                                                                         |
| 4                                                                           | Rita                                                                        | 2005                                                                        | 895                                                                         |
| 5                                                                           | Allen                                                                       | 1980                                                                        | 899                                                                         |
| 6                                                                           | Katrina                                                                     | 2005                                                                        | 902                                                                         |
| 7                                                                           | Camille                                                                     | 1969                                                                        | 905                                                                         |
| 7                                                                           | Mitch                                                                       | 1998                                                                        | 905                                                                         |
| 9                                                                           | Dean                                                                        | 2007                                                                        | 906                                                                         |
| 10                                                                          | Maria                                                                       | 2017                                                                        | 908                                                                         |
| Bron: Amerikaans departement van Handel                                     |                                                                             |                                                                             |                                                                             |

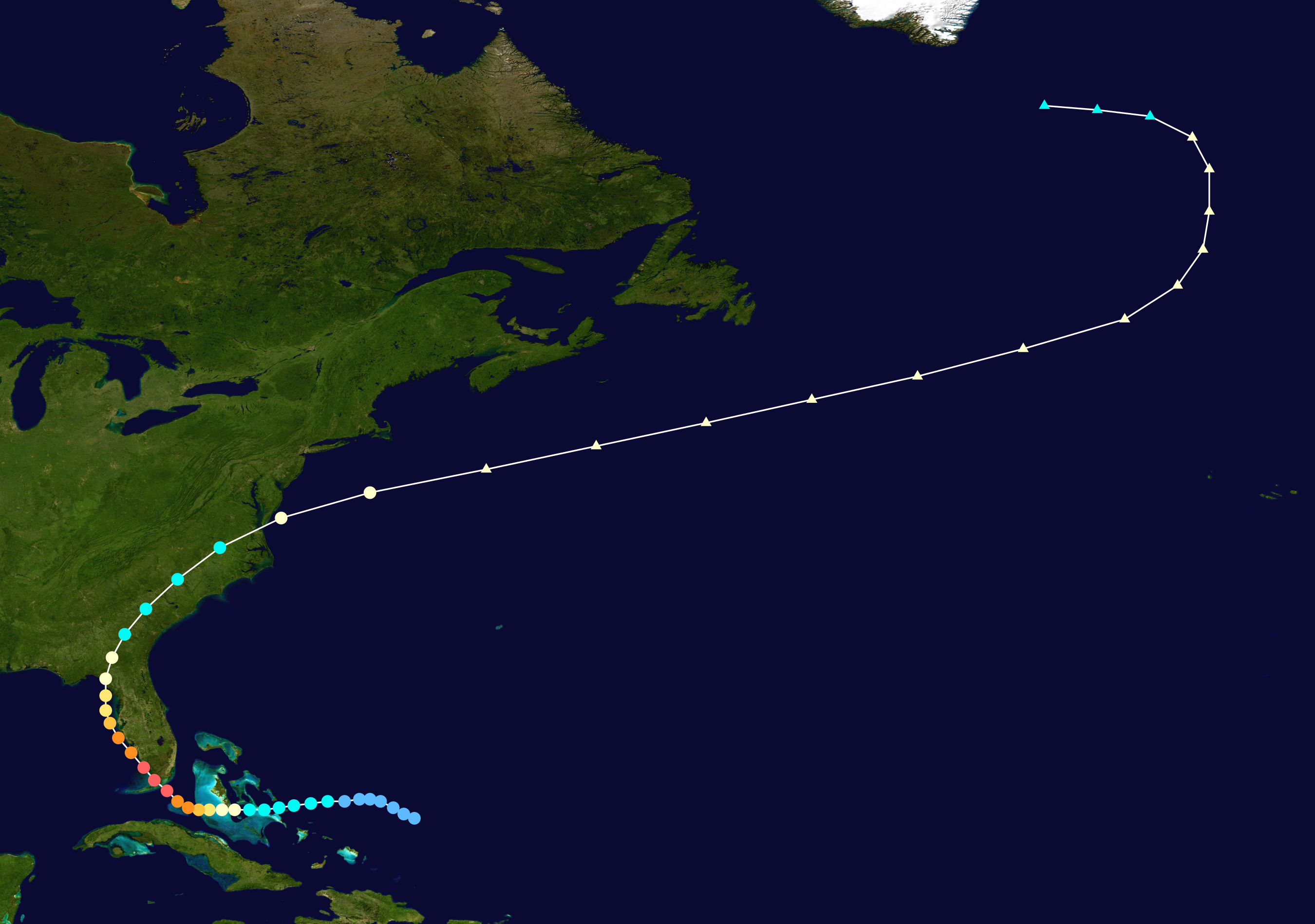
Het parcours van de Labour Dayorkaan. Verklaring: Groen: tropische storm, Wit: orkaan, eerste categorie, Roomkleurig: tweede categorie, Geel: derde categorie, Oranje: vierde categorie, Rood: vijfde categorie, Grijs: extratropische storm met orkaankracht.

Op 29 augustus ontstond er een tropische storm uit een storing ten noordoosten van de Turks- en Caicoseilanden. De tropische storm nam snel toe in kracht en trok naar het westen. Boven de Bahama's, net ten zuiden van Andros promoveerde de tropische storm tot orkaan op 1 september. Daarna koerste de orkaan niet verder door de Straat Florida, maar zwaaide af naar het noordwesten, richting de Florida Keys. Daarbij stak de orkaan de golfstroom over, waarvan hij flink profiteerde. Op maandag, 2 september 1935, de Amerikaanse viering van de dag van de arbeid, bereikte de orkaan de vijfde categorie en landde op zijn hoogtepunt enige tijd later op de avond van 2 september op de Florida Keys op la Islamorada met windsnelheden van 260 km/uur en een minimale druk van 892 mbar.
Aanvankelijk ging men ervan uit dat de orkaan gepaard ging met windsnelheden van 300 km/uur en een minimale druk van 880 mbar, maar deze waarnemingen zijn later niet gevalideerd. Tot overmaat van ramp, viel de komst van de orkaan samen met de vloed, zodat ten noorden van het oog de stormvloed over de vloed heen kwam en voor grote overstromingen zorgde. Een dergelijke situatie was ook verantwoordelijk voor de watersnood van 1953.
Bij landing op 2 september was de orkaan vrij klein met een oog van 13 km in doorsnee en de sterkste winden sterkten zich slechts tot 25 km uit buiten het centrum. Key West aan de westzijde en Miami aan de noordoostzijde van de orkaan bleven dan ook goeddeels gespaard. Daarna draaide de orkaan naar het noordnoordwesten en noorden en trok langs de westkust van Florida. Op 4 september landde de orkaan opnieuw in Florida, ditmaal in het noordwesten met windsnelheden tot 140 km/uur. De orkaan degradeerde tot tropische storm, trok over Florida, Georgia, South Carolina en North Carolina en kwam ten oosten van Virginia boven de Atlantische Oceaan, waar de tropische storm opnieuw op 6 september tot orkaan promoveerde. De orkaan trok verder naar het oostnoordoosten en verloor op 7 september zijn tropische kenmerken, maar bleef op orkaankracht tot 8 september.
Nadat de extratropische storm onder de orkaangrens was gezakt, draaide hij naar het noordoosten en loste op 10 september op boven het noorden van de Atlantische Oceaan. De Labour Dayorkaan eiste ten minste 423 slachtoffers en veroorzaakte meer dan $6 miljoen ($82 miljoen na inflatiecorrectie 2005). De Labour Dayorkaan houdt het record voor de orkaan met de laagste druk bij landing in de Verenigde Staten. De orkaan had destijds ook het record voor de laagst waargenomen druk in een tropische cycloon in het Atlantisch basin, maar dat record is later gebroken door Gilbert in 1988 en Wilma in het seizoen 2005. De slachtoffers van de orkaan waren voornamelijk bewoners van het getroffen gebied en veteranen uit de Eerste Wereldoorlog, die er te werk waren gesteld aan een bouwproject.
De trein die de veteranen moest evacueren, kwam te laat en werd gegrepen door de orkaan, die elf wagons van de trein wegblies. Maanden later werd de locomotief met een aak naar Miami worden teruggescheept. Tweehonderdnegenenvijftig veteranen kwamen om. Vanwege de dag van de arbeid hadden 350 veteranen verlof gekregen om in Miami een honkbalwedstrijd bij te wonen, waardoor zij aan de ramp ontkwamen. De beroemde schrijver Ernest Hemingway, die het gebied enkele dagen na de ramp bezocht, uitte scherpe kritiek op de overheid, die de veteranen naar zo een gevaarlijk gebied had gestuurd. Hij schreef: "Gij zijt nu dood, mijn broeder, maar wie liet u hier achter in het heetst van het orkaanseizoen op de Keys, waar reeds duizenden vóór u gestorven zijn, toen zij aan de weg werkten, die nu is weggespoeld? Wie liet u daar achter? En hoe zal deze doodslag nu worden bestraft?"

### Tropische storm 3
Tropische storm 3 was een zwakke tropische storm, die voor het eerst werd waargenomen op 30 augustus ten noorden van het schiereiland Yucatán. De tropische storm was toen al op zijn hoogtepunt met windsnelheden tot 75 km/uur. De tropische storm trok naar het westzuidwesten, over het noordwesten van de Yucatán, stak de Baai van Campeche over en landde als minimale tropische storm op 1 september in de staat Veracruz en loste enkele uren later op.

### Orkaan 4
Tropische storm 4 werd voor het eerst waargenomen op 23 september boven het midden van de Caribische Zee, ten zuiden van Hispaniola. De tropische storm trok westwaarts en promoveerde op 24 september tot orkaan ongeveer halverwege Jamaica en de Caribische kust van Colombia. Orkaan 4 draaide nu bij naar het westnoordwesten en bereikte op 25 september de tweede categorie ten zuiden van Jamaica. Nu was er op 23 september een tweede storing ontstaan nabij Sint Lucia, die richting Jamaica trok en stormachtige winden en regen bracht boven Puerto Rico en het zuiden van Hispaniola. Het is niet bekend of het hier om een breed lagedrukgebied ging of een tropische depressie of tropische storm. In ieder geval domineerde orkaan 4 het systeem en nam het op 27 september op. Mogelijk is er sprake van een klein Fujiwara-effect; orkaan 4 draaide bij naar het noordnoordoosten op 26 september. Op 27 september landde de orkaan op het westen van Jamaica, waarschijnlijk als sterke tweede- of zwakke derdecategorieorkaan.
Na de passage van Jamaica draaide de orkaan bij naar het noordnoordwesten, richting Cuba. Toen de derdecategorieorkaan Cuba naderde, draaide hij steeds meer naar het noorden, bereikte zijn hoogtepunt met windsnelheden tot 195 km/uur, vlak voordat hij landde op 28 september op de Caribische kust van Cuba nabij of op de stad Cienfuegos, die de volle laag kreeg. Cienfuegos rapporteerde inofficieel een luchtdruk van 959 mbar. Laat op 28 september trok de orkaan ten noorden van Cuba over het eiland Bimini, waar een luchtdruk van 945 mbar en windsnelheden tot 195 km/uur werden gerapporteerd. De orkaan trok ten oosten van Florida, over de noordelijkste Bahama's naar het noordoosten en verzwakte gestaag.
Op 2 oktober degradeerde de orkaan tot tropische storm, vlak voordat hij landde in Newfoundland, waar hij later die dag zou worden opgenomen door een niet-tropische lagedrukgebied. Het is echter niet met zekerheid te zeggen, of de tropische cycloon zijn tropische kenmerken toen niet reeds had verloren. Op Jamaica richtte de orkaan grote schade aan gebouwen en huizen aan en had ook de bananenteelt het zwaar te verduren. Er vielen op Jamaica geen slachtoffers; (vrijwel) iedereen had de waarschuwingen op de radio ter harte genomen en had onderdak gezocht in hoger gelegen schuilgrotten op het eiland. Op Cuba veroorzaakte de orkaan zware schade door overstromingen en vielen er ten minste 35 doden en meer dan 500 gewonden. Op het eiland Bimini vielen 14 slachtoffers. Over verdere slachtoffers en schade in Florida (de orkaan veroorzaakte winden van orkaankracht in Miami op 28 september) of in Newfoundland is weinig bekend.

### Orkaan 5
Op 17 oktober werd een breed lagedrukgebied boven het zuidwesten van de Caribische Zee waargenomen, dat gestaag aan kracht won. Zo ontstond tropische storm 5 op 19 oktober boven het zuidwesten van de Caribische Zee uit dit systeem en trok naar het noordnoordoosten. Op 20 oktober promoveerde tropische storm 5 tot orkaan 5 ongeveer halverwege Jamaica en de Carische kust van Colombia en begon nu bij te draaien naar het noorden. Op 21 oktober passeerde orkaan 5 ten oosten van Jamaica en hij landde de volgende dag nabij Santiago de Cuba op Cuba. Door interactie van de circulatie van de tropische cycloon met de bergen van de Sierra Maestra degradeerde orkaan 5 tot tropische storm. Nu lag er boven het westen van de Atlantische Oceaan een krachtig hogedrukgebied, dat een verdere koers noordwaarts blokkeerde en de tropische cycloon gaandeweg terugstuurde naar het zuidwesten, terug over de Caribische Zee.
De tropische storm passeerde Jamaica opnieuw, nu ten westen van het eiland en promoveerde op 24 oktober ten westzuidwesten van Jamaica opnieuw tot orkaan. Orkaan 5 koerste richting Honduras en Nicaragua. Op 25 oktober landde orkaan 5 nabij Kaap Gracias a Dios in Honduras. Daarna draaide orkaan 5 westwaarts en degradeerde op 26 oktober tot tropische storm en tropische depressie, die de volgende dag boven het westen van Honduras verdween. Hoewel de orkaan Haïti niet rechtstreeks aandeed, veroorzaakte hij dusdanige overstromingen in het zuidwesten van dat land, dat er 2000 slachtoffers vielen. Op Jamaica richtte de orkaan voor $2.000.000,- schade aan en kelderde het nabij Port Antonio in het noordwesten van het eiland een schoener, die met man en muis verging. Op Cuba waren vier slachtoffers te betreuren. In Honduras en het noordoosten van Nicaragua eiste orkaan 5 opnieuw 150 mensenlevens, voornamelijk in Honduras en richtte grote schade aan de bananenteelt aan.

### Orkaan 6
Op 30 oktober ontstond er een subtropische storm ten westen van Bermuda. De subtropische storm trok naar het west-ten-noorden, nam in kracht toe en passeerde ten noorden van Bermuda. Op 1 november promoveerde het systeem tot orkaan 6 (het is moeilijk te zeggen, wanneer de transformatie van subtropische cycloon naar tropische cycloon was voltooid). Ten zuidoosten van North Carolina draaide de orkaan naar het zuidwesten en zuiden. Daarna draaide de orkaan naar het zuidwesten en koerste af op de noordelijkste Bahama's en Miami. De orkaan landde op 3 november op het eiland Great Abaco, waar 14 mensen het leven lieten. Op 4 november landde de orkaan op Miami en draaide bij naar het westen en trok de Golf van Mexico in. Boven het noordoosten van de Golf van Mexico draaide de orkaan met de wijzers van de klok mee een onvolledige lus. Orkaan 6 werd verzwakt door droge lucht massa's boven de Golf van Mexico, die in de circulatie terechtkwamen. Op 6 november degradeerde orkaan 6 tot tropische storm 6 en op 7 november tot tropische depressie, die op 8 november net ten westen van de westkust van Florida verdween. Orkaan 6 eiste veertien mensenlevens op Great Abaco in de Bahama's en vijf mensenlevens in de omgeving van Florida. Orkaan 6 veroorzaakte een schade van $5.500.000,- (niet gecorrigeerd voor inflatie) in de omgeving van Miami, over de schade elders is weinig bekend.